# The New Men of Power: America’s Labor Leaders
The New Men of Power: America’s Labor Leaders (1948) ist eine Untersuchung der US-amerikanischen Gewerkschaftsführer von C. Wright Mills, die er 1948 in New York veröffentlichte. Gewerkschaften haben, so das Ergebnis, ihre Oppositionsrolle aufgegeben und haben sich mit dem Leben innerhalb des kapitalistischen Systems versöhnt. Das Werk ist ein Klassiker der Arbeitssoziologie.

## Kontext
The New Men of Power ist erster Teil der Trilogie (Stratification Trilogy) über die Untersuchung der Machtverhältnisse innerhalb verschiedener Schichten in den USA, auf die 1951 die Analyse der amerikanischen Mittelklasse folgte (White Collar: The American Middle Classes) und schließlich 1956 die Analyse der amerikanischen Machtelite (The Power Elite).

## Inhalt
Mills analysiert die „Labor Metaphysics“, also das ideologische Selbstverständnis der US-amerikanischen Gewerkschaften seiner Zeit und die tatsächliche harmonische Zusammenarbeit der Gewerkschaftsführer mit den Unternehmern und Managern in einer elitären Schicht von Managern.
Seine Einleitung beginnt mit den Worten: „Inside this country today, the labor leaders are the strategic actors: they lead the only organizations capable of stopping the main drift towards war and slump.“ (Heute sind innerhalb dieses Landes die Gewerkschaftsführer die strategischen Akteure: Sie führen die einzigen Organisationen, die fähig sind, die vorherrschende Tendenz in Richtung Krieg und Rezession aufzuhalten.)
Damit bestimmen sie die Richtung der Politik in den USA, die von Entdemokratisierung gekennzeichnet sei, aber auch die der Weltpolitik, da diese von den USA bestimmt werde.
Wichtigste Aufgabe des Gewerkschaftsführers ist die Tarifverhandlung, da die Arbeitsvermittlung kein Markt ist, sondern den Großunternehmern ein Übergewicht gibt, das nur durch eine Organisation der Arbeit ausgeglichen werden kann. Großunternehmer diktieren Löhne und Arbeitsbedingungen, sie setzen außerdem Preise fest und werden vom Staat unterstützt, solange die Gewerkschaften nicht Regeln aushandeln, den Konsumenten schützen und die Kontrolle über den Staat abwenden.
Im ersten Kapitel vergleicht er Konzepte der Gewerkschaft, vom Leninismus über die unabhängige Linke, die Liberalen um Louis Brandeis und Herbert Croly, die Kommunisten, die „praktischen Konservativen“, bis zu den „sophisticated conservatives“, und vergleicht ihre unterschiedliche Haltung in Zeiten der Depression.
Die Arbeiterschaft wurde durch die „bread and butter“- Politik befriedet, in der politische Ziele ausgeklammert wurden. Die Gewerkschaftsführer, so Mills, hätten sich damit der neuen Herrschaftsordnung willfährig untergeordnet und hätten die Gewerkschaften zum „Stoßdämpfer“ (shock absorber) zwischen Unternehmern und Arbeiterschaft gemacht.
Im Ganzen beschreibt Mills die Gewerkschaften als die einzige Kraft, die eine Erneuerung der Gesellschaft hervorbringen könnte. Eine Hauptrolle weist er dabei den Intellektuellen in der Gewerkschaft zu. Vom Funktionär der Gewerkschaftsbürokratie, der leicht zur „Hure der Macht“ (whore of power) würde, erwartet er keinen innovativen Impulse, da sie bei einer Umorientierung ihrer Aktivitäten im Bündnis mit den Intellektuellen an Geld, Macht, Prestige und Status verlieren würden.

## Rezeption und Wirkungsgeschichte
Nelson Lichtenstein vermisst in seiner Rezension zu Mills, der sich an Max Webers Bürokratieanalyse orientiert, die Erklärung, wie die Sonderinteressen der gewerkschaftlichen Führungsschicht entstanden sind, die Darstellung, wie Intellektuelle die Arbeiterbewegung wieder mobilisieren können und sieht einen Mangel an Berücksichtigung der Gewerkschaftsgeschichte und der Rolle von Rassismus und Sexismus in den USA.